# Liste der Bodendenkmäler in Wurmannsquick
Auf dieser Seite sind die Bodendenkmäler in dem niederbayerischen Markt Wurmannsquick zusammengestellt. Diese Tabelle ist eine Teilliste der Liste der Bodendenkmäler in Bayern. Grundlage ist die Bayerische Denkmalliste, die auf Basis des Bayerischen Denkmalschutzgesetzes vom 1. Oktober 1973 erstmals erstellt wurde und seither durch das Bayerische Landesamt für Denkmalpflege geführt wird. Die folgenden Angaben ersetzen nicht die rechtsverbindliche Auskunft der Denkmalschutzbehörde.

## Bodendenkmäler in Wurmannsquick

### Bodendenkmäler in der Gemarkung Hirschhorn
| Lage                  | Objekt | Akten-Nr.     | Bild |
| --------------------- | --- | ------------- | ---- |
| Hirschhorn (Standort) | Wasserburgstall des Mittelalters und der frühen Neuzeit (Schloss Hirschhorn). Siehe auch: Schloss Hirschhorn | D-2-7642-0013 |      |
| Hirschhorn (Standort) | Brandgräber der späten Bronzezeit und/oder Urnenfelderzeit. | D-2-7642-0014 |      |
| Hirschhorn (Standort) | Untertägige mittelalterliche und frühneuzeitliche Befunde und Funde im Bereich der katholischen Pfarrkirche St. Rupertus in Hirschhorn und ihrer Vorgängerbauten mit zugehörigem Friedhof. Siehe auch: St. Rupertus (Hirschhorn) | D-2-7642-0069 |      |

### Bodendenkmäler in der Gemarkung Lohbruck
| Lage                | Objekt | Akten-Nr.     | Bild |
| ------------------- | --- | ------------- | ---- |
| Lohbruck (Standort) | Grabhügel vorgeschichtlicher Zeitstellung.                                                                                   | D-2-7642-0015 |      |
| Lohbruck (Standort) | Grabhügel vorgeschichtlicher Zeitstellung.                                                                                   | D-2-7642-0016 |      |
| Lohbruck (Standort) | Burgstall des hohen oder späten Mittelalters (Schüssel bzw. Limmelburg). Siehe auch: Burgstall Limmelburg                    | D-2-7642-0017 |      |
| Lohbruck (Standort) | Untertägige frühneuzeitliche Siedlungsteile im Bereich der Hofwüstung Kamberg mit vermutlich mittelalterlichem Vorgängerbau. | D-2-7642-0083 |      |

### Bodendenkmäler in der Gemarkung Martinskirchen
| Lage                      | Objekt | Akten-Nr.     | Bild |
| ------------------------- | --- | ------------- | ---- |
| Martinskirchen (Standort) | Siedlung oder Grabhügel vor- und frühgeschichtlicher Zeitstellung. | D-2-7642-0019 |      |
| Martinskirchen (Standort) | Untertägige spätmittelalterliche und frühneuzeitliche Befunde und Funde im Bereich der katholischen Filialkirche St. Kolomann bei Grasensee. Siehe auch: St. Kolomann (Grasensee)                                                     | D-2-7643-0058 |      |
| Martinskirchen (Standort) | Untertägige mittelalterliche und frühneuzeitliche Befunde und Funde im Bereich der katholischen Filialkirche St. Martin in Martinskirchen und ihrer Vorgängerbauten mit zugehörigem Friedhof. Siehe auch: St. Martin (Martinskirchen) | D-2-7643-0059 |      |

### Bodendenkmäler in der Gemarkung Rogglfing
| Lage                 | Objekt | Akten-Nr.     | Bild |
| -------------------- | --- | ------------- | ---- |
| Rogglfing (Standort) | Turmhügel des hohen oder späten Mittelalters (Schloßberg). | D-2-7643-0002 |      |
| Rogglfing (Standort) | Untertägige mittelalterliche und frühneuzeitliche Befunde und Funde im Bereich der katholischen Pfarrkirche Mariä Himmelfahrt in Rogglfing und ihrer Vorgängerbauten mit zugehörigem Friedhof. Siehe auch: Mariä Himmelfahrt (Rogglfing) | D-2-7643-0060 |      |

### Bodendenkmäler in der Gemarkung Wurmannsquick
| Lage                     | Objekt | Akten-Nr.     | Bild |
| ------------------------ | --- | ------------- | ---- |
| Wurmannsquick (Standort) | Untertägige spätmittelalterliche und frühneuzeitliche Befunde und Funde im Bereich der katholischen Pfarrkirche St. Andreas in Wurmannsquick mit zugehörigem Friedhof. Siehe auch: St. Andreas (Wurmannsquick) | D-2-7642-0021 |      |
| Wurmannsquick (Standort) | Verebnete Viereckschanze der späten Latènezeit. | D-2-7642-0065 |      |